# Слободан Штетић
Слободан Штетић (Јагодина, 1958) српски је сликар и универзитетски професор.
Редовни је професор Филолошко-уметничког факултета у Крагујевцу на студијској групи за Графички дизајн. Обавља функцију декана Филолошко-уметничког факултета.
Дипломирао на графичком одсеку Факултета примењених уметности у Београду.
Бави се графичким дизајном, сликарством и фотографијом.
Члан је Удружења ликовних уметника примењених уметности и дизајнера Србије (УЛУПУДС) од 1986. године.

## Награде
- 1981. Награда из Фонда Светозар Марковић за изузетне резултате у области ликовне уметности,
- 1982. Београд, Трећа награда за фотографију на Октобарском салону фотографије,
- 1982. Сисак, Друга награда на Југословенској изложби уметничке фотографије,
- 1983. Сисак, Прва награда за фотографију Фото савеза Југославије на савезној изложби уметничке фотографије,
- 1986. Београд, награда за илустрацију из фонда Моша Пијаде на изложби Златно перо Београда,
- 1986. Нови Сад, Награда Добар дизајн Привредне коморе Војводине на међународном сајму графике,
- 1990. Београд, награда за илустрацију на изложби Златно перо Београда,
- 1993. Београд, Плакета УЛУПУДС-а на 25. мајској изложби, Београд,
- 1993. Откупна награда Музеја примењених уметности, Београд на 25. мајској изложби УЛУПУДС-а,
- 1993. Београд, Награда Привредне коморе Београда за графички дизајн,
- 1998. Нови Сад, Друга награда за серију плаката на 9. југословенској изложби позоришног плаката,
- 2003. Нови Сад, Награда Добар дизајн на Међународном сајму пољопривреде,
- 2004. Нови Сад, Награда Добар дизајн на међународном сајму пољопривреде,
- 2004. Нови Сад, Трећа на награда за серију плаката на 11. изложби позоришног плаката,
- 2005. Нови Сад, Прва награда за графички дизајн календара,
- 2006. Нови Сад, 6 награда за обликовање на изложби најлепших календара у Србији (прва, друга, треће и специјална награда),
- 2006. Зајечар, 3. награда на међународном салону фотографије,
- 2006. Галерија Јоаким[2], Књажевско-српски театар, Крагујевац, 1. награда на изложби Српски позоришни плакат
- 2007. Нови Сад, четири награде за обликовање на изложби најлепших календара у Србији (прва, друга, трећа и специјална награда)
- 2007. Зајечар, 2. на међународном салону фотографије,
- 2008. Нови Сад, три награде за обликовање на изложби најлепших календара у Србији (прва, трећа и специјална награда)
- 2009. Нови Сад, 6 награде за обликовање на изложби најлепших календара у Србији (прва, друга, трећа и специјалне награде)

## Самосталне изложбе
- 1984. Мостар, Савремена галерија фотографије.
- 1985. Загреб, Галерија Фото клуба Загреб,
- 1986. Деспотовац, Модерна галерија,
- 1986. Београд, Галерија Графички колектив,
- 1995. Штутгарт, Галерија Синдиката,
- 1995. Јагодина, Завичајни музеј.
- 2001. Крагујевац, Галерија Дома омладине,
- 2006. Нови Сад, Српско народно позориште,
- 2008. Деспотовац, Модерна галерија.
- 2012. Крагујевац, Универзитетска Галерија
- 2013. Београд, Галерија Графаички колектив

## Групне изложбе
- 1978. Београд, 19. октобарски салон ликовних и примењених уметности,
- 1979. Београд, 20. октобарски салон ликовних и примењених уметности,
- 1980. Будимпешта, Српска фотографија данас,
- 1981. Београд, 22. октобарски салон ликовних и примењених уметности,
- 1982. Београд, 23. октобарски салон ликовних и примењених уметности,
- 1982. Загреб, 23. Загреб салон,
- 1984. Београд, 25. октобарски салон ликовних и примењених уметности,
- 1984. Сарајево, Салон фотографије,
- 1984. Ровињ, Салон фотографије,
- 1985. Београд, Златно перо Београда,
- 1985. Загреб, 21. међународни Загреб салон,
- 1985. Камера 85, Сан Марино, 18. бијенале ФИАП,
- 1986. Београд, Златно перо Београда,
- 1986. Београд, Цртеж и мала пластика,
- 1987. Београд, 28. октобарски салон ликовних и примењених уметности Србије,
- 1987. Београд, Златно перо Београда,
- 1987. Београд, 19. мајска изложба УЛУПУДС-а, Београд,
- 1987. Изложба сликарско-графичке секције УЛУПУДС-а,
- 1987. Всетин (ЧССР), Међународна изложба фотографије,
- 1988. Београд, Златно перо
- 1988. 20. мајска изложба УЛУПУДС,
- 1989. Београд, Златно перо Београда,
- 1990. Београд, Златно перо Београда,
- 1990. Београд, 21. мајска изложба УЛУПУДС-а,
- 1991. Београд, 22. мајска изложба УЛУПУДС-а. Београд,
- 1991. Златно перо Београда,
- 1992. Београд, 34. октобарски салон ликовних и примењених уметности Србије,
- 1992. Београд, 23. мајска изложба УЛУПУДС-а, Београд,
- 1992. Златно перо Београда,
- 1993. Београд, 24. мајска изложба УЛУПУДС-а,
- 1993. Златно перо Београда,
- 1994. Београд, 25. мајска изложба УЛУПУДС-а,
- 1995. Крагујевац, Салон 9+,
- 1995. Београд, 26. мајска изложба УЛУПУДС-а,
- 1996. Београд, 27. мајска изложба УЛУПУДС-а,
- 1997. Београд, 38. октобарски салон ликовних и примењених уметности Србије,
- 1997. Београд, 28. мајска изложба УЛУПУДС-а,
- 1997. Златно перо Београда,
- 1998. Београд, 39. октобарски салон ликовних и примењених уметности Србије,
- 1998. Београд, 29. мајска изложба УЛУПУДС-а,
- 1999. Београд, 30. мајска изложба УЛУПУДС-а,
- 1999. Нови Сад, Југословенска изложба позоришног плаката,
- 2000. Београд, 3. југословенски конкурс за графички дизајн ГРИФОН,
- 1991. Београд, 33. октобарски салон ликовних и примењених уметности Србије,
- 2000. 32. мајска изложба УЛУПУДС-а, Београд,
- 2000. 41. октобарски салон ликовних и примењених уметности Србије,
- 2001. Нови Сад, Југословенска изложба, позоришног плаката,
- 2001. Београд, 33. мајска изложба УЛУПУДС-а,
- 2002. Београд, 33. мајска изложба УЛУПУДС-а,
- 2002. Београд, Епсон конкурс,
- 2004. Нови Сад, Југословенска изложба позоришног плаката,
- 2005. Београд, 35. мајска изложба УЛУПУДС-а,
- 2005. Чачак, Без имена, изложба графичког дизајна,
- 2005. Крагујевац, Мостови Балкана, међународна ликовна колонија,
- 2005. Нови Сад, Изложба најлепших календара,
- 2006. Београд, југословенски конкурс за графички дизајн ГРИФОН,
- 2006. Нови Сад, изложба најлепших календара,
- 2006. Београд, Ликовна колонија Радио-телевизије Србије,
- 2006. Нови Сад, Изложба најлепших календара, Београд,
- 2006. 36. мајска изложба УЛУПУДС-а,
- 2006. Смедерево, Бијенале ликовне и ликовне и примењене уметности,
- 2006. Москва, међународни бијенале графичког дизајна,
- 2006. Париз, ФИАП Светски клупски куп
- 2007. Париз, 1. Међународна изложба уметничких фотографија Сент-Лентин-Ивелин,
- 2007. Турска, 1. Међународна изложба фотографија,
- 2007. Београд, Мајска изложба УЛУПУДС-а,
- 2008. Београд, Мајска изложба УЛУПУДС-а,
- 2008. Нови Сад, Изложба најлепших календара,
- 2008. Горњи Милановац, Девети међународни бијенале уметности минијатуре,
- 2009. Нови Сад, Изложба најлепших календара.

## Галерија
- Х. Пинтер, Х. Милер, Платон Клуб Нови светски пројекат, Књажевско-српски театар.
- Леонид Андрејев Реквијем, Театар Јоаким Вујић.
- ЈоакимФест, Књажевско-српски театар, Крагујевац.
- ЈоакимИнтерФест, Књажевско-српски театар, Крагујевац.